# Natação nos Jogos Olímpicos de Verão de 1968
A natação nos Jogos Olímpicos de Verão de 1968 foi realizada na Cidade do México, no México, com 29 eventos disputados, quinze para homens e quatorze para mulheres. O aumento no número de provas (18 foram disputadas em Tóquio 1964) beneficiou a equipe dos Estados Unidos que conquistou 52 das 87 medalhas possíveis.

## Eventos da natação
Masculino: 100 metros livre | 200 metros livre | 400 metros livre | 1500 metros livre | 100 metros costas | 200 metros costas | 100 metros peito | 200 metros peito | 100 metros borboleta | 200 metros borboleta | 200 metros medley | 400 metros medley | 4x100 metros livre | 4x200 metros livre | 4x100 metros medley
Feminino: 100 metros livre | 200 metros livre | 400 metros livre | 800 metros livre | 100 metros costas | 200 metros costas | 100 metros peito | 200 metros peito | 100 metros borboleta | 200 metros borboleta | 200 metros medley | 400 metros medley | 4x100 metros livre | 4x100 metros medley

## Masculino

### 100 metros livre masculino
| Pos. | País                 | Atletas        | Tempo  |
| ---- | -------------------- | -------------- | ------ |
|      | Austrália (AUS)      | Michael Wenden | 52.2 s |
|      | Estados Unidos (USA) | Ken Walsh      | 52.8 s |
|      | Estados Unidos (USA) | Mark Spitz     | 53.0 s |

Final:
1. AUS Michael Wenden, 52.2 (WR)
2. USA Ken Walsh, 52.8
3. USA Mark Spitz, 53.0
4. GBR Bobby McGregor, 53.5
5. URS Leonid Ilyichov, 53.8
6. URS Georgijs Kulikovs, 53.8
7. ARG Luis Nicolao, 53.9
8. USA Zac Zorn, 53.9

### 200 metros livre masculino
| Pos. | País                 | Atletas         | Tempo  |
| ---- | -------------------- | --------------- | ------ |
|      | Austrália (AUS)      | Michael Wenden  | 1:55.2 |
|      | Estados Unidos (USA) | Don Schollander | 1:55.8 |
|      | Estados Unidos (USA) | John Nelson     | 1:58.1 |

Final:
1. AUS Michael Wenden, 1:55.2
2. USA Don Schollander, 1:55.8
3. USA John Nelson, 1:58.1
4. CAN Ralph Hutton, 1:58.6
5. FRA Alain Mosconi, 1:59.1
6. AUS Bob Windle, 2:00.9
7. URS Semyon Belits-Geyman, 2:01.5

### 400 metros livre masculino
| Pos. | País                 | Atletas       | Tempo  |
| ---- | -------------------- | ------------- | ------ |
|      | Estados Unidos (USA) | Mike Burton   | 4:09.0 |
|      | Canadá (CAN)         | Ralph Hutton  | 4:11.7 |
|      | França (FRA)         | Alain Mosconi | 4:13.3 |

Final:
1. USA Mike Burton, 4:09.0
2. CAN Ralph Hutton, 4:11.7
3. FRA Alain Mosconi, 4:13.3
4. AUS Greg Brough, 4:15.9
5. AUS Graham White, 4:16.7
6. USA John Nelson, 4:17.2
7. FRG Hans Fassnacht, 4:18.1
8. USA Brent Berk, 4:26.0

### 1500 metros livre masculino
| Pos. | País                 | Atletas       | Tempo   |
| ---- | -------------------- | ------------- | ------- |
|      | Estados Unidos (USA) | Mike Burton   | 16:38.9 |
|      | Estados Unidos (USA) | John Kinsella | 16:57.3 |
|      | Austrália (AUS)      | Greg Brough   | 17:04.7 |

Final:
1. USA Mike Burton, 16:38.9
2. USA John Kinsella, 16:57.3
3. AUS Greg Brough, 17:04.7
4. AUS Graham White, 17:08.0
5. CAN Ralph Hutton, 17:15.6
6. MEX Guillermo Echevarría, 17:36.4
7. MEX Juan Alanís, 17:46.6
8. USA John Nelson, 18:05.1

### 100 metros costas masculino
| Pos. | País                    | Atletas         | Tempo  |
| ---- | ----------------------- | --------------- | ------ |
|      | Alemanha Oriental (GDR) | Roland Matthes  | 58.7 s |
|      | Estados Unidos (USA)    | Charles Hickcox | 1:00.2 |
|      | Estados Unidos (USA)    | Ronnie Mills    | 1:00.5 |

Final:
1. GDR Roland Matthes, 58.7
2. USA Charles Hickcox, 1:00.2
3. USA Ronnie Mills, 1:00.5
4. USA Larry Barbiere, 1:01.1
5. CAN Jim Shaw, 1:01.4
6. NED Bob Schoutsen, 1:01.8
7. FRG Reinhard Blechert, 1:01.9
8. ITA Franco Del Campo, 1:02.0

### 200 metros costas masculino
| Pos. | País                    | Atletas        | Tempo  |
| ---- | ----------------------- | -------------- | ------ |
|      | Alemanha Oriental (GDR) | Roland Matthes | 2:09.6 |
|      | Estados Unidos (USA)    | Mitchell Ivey  | 2:10.6 |
|      | Estados Unidos (USA)    | Jack Horsley   | 2:10.9 |

Final:
1. GDR Roland Matthes, 2:09.6
2. USA Mitchell Ivey, 2:10.6
3. USA Jack Horsley, 2:10.9
4. USA Gary Hall, 2:12.6
5. ESP Santiago Esteva, 2:12.9
6. URS Leonid Dobroskokin, 2:15.4
7. GDR Joachim Röther, 2:15.8
8. ITA Franco Del Campo, 2:16.5

### 100 metros peito masculino
| Pos. | País                  | Atletas           | Tempo  |
| ---- | --------------------- | ----------------- | ------ |
|      | Estados Unidos (USA)  | Don McKenzie      | 1:07.7 |
|      | União Soviética (URS) | Vladimir Kosinsky | 1:08.0 |
|      | União Soviética (URS) | Nikolai Pankin    | 1:08.0 |

Final:
1. USA Don McKenzie, 1:07.7
2. URS Vladimir Kosinsky, 1:08.0
3. URS Nikolai Pankin, 1:08.0
4. BRA José Sylvio Fiolo, 1:08.1
5. URS Yevgeny Mikhaylov, 1:08.4
6. AUS Ian O'Brien, 1:08.6
7. ARG Alberto Forelli, 1:08.7
8. GDR Egon Henninger, 1:09.7

### 200 metros peito masculino
| Pos. | País                  | Atletas           | Tempo  |
| ---- | --------------------- | ----------------- | ------ |
|      | México (MEX)          | Felipe Múñoz      | 2:28.7 |
|      | União Soviética (URS) | Vladimir Kosinsky | 2:29.2 |
|      | Estados Unidos (USA)  | Brian Job         | 2:29.9 |

Final:
1. MEX Felipe Muñoz, 2:28.7
2. URS Vladimir Kosinsky, 2:29.2
3. USA Brian Job, 2:29.9
4. URS Nikolai Pankin, 2:30.3
5. URS Yevgeny Mikhaylov, 2:32.8
6. GDR Egon Henninger, 2:33.2
7. USA Philip Long, 2:33.6
8. JPN Osamu Tsurumine, 2:34.9

### 100 metros borboleta masculino
| Pos. | País                 | Atletas         | Tempo  |
| ---- | -------------------- | --------------- | ------ |
|      | Estados Unidos (USA) | Douglas Russell | 55.9 s |
|      | Estados Unidos (USA) | Mark Spitz      | 56.4 s |
|      | Estados Unidos (USA) | Ross Wales      | 57.2 s |

Final:
1. USA Douglas Russell, 55.9
2. USA Mark Spitz, 56.4
3. USA Ross Wales, 57.2
4. URS Vladimir Nemshilov, 58.1
5. JPN Satoshi Maruya, 58.6
6. URS Yury Suzdaltsev, 58.8
7. FRG Lutz Stocklasa, 58.9
8. AUS Robert Cusack, 59.8

### 200 metros borboleta masculino
| Pos. | País                 | Atletas          | Tempo  |
| ---- | -------------------- | ---------------- | ------ |
|      | Estados Unidos (USA) | Carl Robie       | 2:08.7 |
|      | Grã-Bretanha (GBR)   | Martyn Woodroffe | 2:09.0 |
|      | Estados Unidos (USA) | John Ferris      | 2:09.3 |

Final:
1. USA Carl Robie, 2:08.7
2. GBR Martyn Woodroffe, 2:09.0
3. USA John Ferris, 2:09.3
4. URS Valentin Kuzmin, 2:10.6
5. SWE Peter Feil, 2:10.9
6. FRG Folkert Meeuw, 2:11.5
7. URS Viktor Sharygin, 2:11.9
8. USA Mark Spitz, 2:13.5

### 200 metros medley masculino
| Pos. | País                 | Atletas         | Tempo  |
| ---- | -------------------- | --------------- | ------ |
|      | Estados Unidos (USA) | Charles Hickcox | 2:12.0 |
|      | Estados Unidos (USA) | Greg Buckingham | 2:13.0 |
|      | Estados Unidos (USA) | John Ferris     | 2:13.3 |

Final:
1. USA Charles Hickcox, 2:12.0
2. USA Greg Buckingham, 2:13.0
3. USA John Ferris, 2:13.3
4. PER Juan Carlos Bello, 2:13.7
5. CAN George Smith, 2:15.9
6. CAN Sandy Gilchrist, 2:16.6
7. FRG Michael Holthaus, 2:16.8
8. HUN Péter Lázár, 2:18.3

### 400 metros medley masculino
| Pos. | País                     | Atletas          | Tempo  |
| ---- | ------------------------ | ---------------- | ------ |
|      | Estados Unidos (USA)     | Charles Hickcox  | 4:48.4 |
|      | Estados Unidos (USA)     | Gary Hall        | 4:48.7 |
|      | Alemanha Ocidental (FRG) | Michael Holthaus | 4:51.4 |

Final:
1. USA Charles Hickcox, 4:48.4
2. USA Gary Hall, 4:48.7
3. FRG Michael Holthaus, 4:51.4
4. USA Greg Buckingham, 4:51.4
5. CAN Sandy Gilchrist, 4:56.7
6. FRG Reinhard Merkel, 4:59.8
7. URS Andrey Dunayev, 5:00.3
8. MEX Rafael Hernández, 5:04.3

### 4x100 metros livre masculino
| Pos. | País                  | Atletas                                                            | Tempo  |
| ---- | --------------------- | ------------------------------------------------------------------ | ------ |
|      | Estados Unidos (USA)  | Zachary Zorn Stephen Rerych Ken Walsh Mark Spitz                   | 3:31.7 |
|      | União Soviética (URS) | Georgi Kulikov Viktor Mazanov Semyon Belitz-Geyman Leonid Ilyichov | 3:34.2 |
|      | Austrália (AUS)       | Greg Rogers Robert Cusack Bob Windle Michael Wenden                | 3:34.7 |

Final:
1. Estados Unidos (Zachary Zorn, Stephen Rerych, Ken Walsh, Mark Spitz), 3:31.7 (WR)
2. União Soviética (Georgi Kulikov, Viktor Mazanov, Semyon Belitz-Geyman, Leonid Ilyichov), 3:34.2
3. Austrália (Greg Rogers, Robert Cusack, Bob Windle, Michael Wenden), 3:34.7
4. Reino Unido (Mike Turner, Robert McGregor, Anthony Jarvis, David Hembrow), 3:38.4
5. Alemanha Oriental (Frank Wiegand, Horst-Günter Gregor, Udo Poser, Lothar Gericke), 3:38.8
6. Alemanha Ocidental (Peter Schorning, Wolfgang Kremer, Olaf von Schilling, Hans Fassnacht), 3:39.0
7. Canadá (Glen Finch, George Smith, Ralph Hutton, John Gilchrist), 3:39.2
8. Japão (Kunihiro Iwasaki, Masayuki Ohsawa, Satoru Nakano, Teruhiko Kitani), 3:41.5

### 4x200 metros livre masculino
| Pos. | País                  | Atletas                                                           | Tempo  |
| ---- | --------------------- | ----------------------------------------------------------------- | ------ |
|      | Estados Unidos (USA)  | John Nelson Stephen Rerych Mark Spitz Don Schollander             | 7:52.3 |
|      | Austrália (AUS)       | Greg Rogers Graham White Bob Windle Michael Wenden                | 7:53.7 |
|      | União Soviética (URS) | Vladimir Bure Semyon Belitz-Geyman Georgi Kulikov Leonid Ilyichov | 8:01.6 |

Final:
1. Estados Unidos (John Nelson, Stephen Rerych, Mark Spitz, Don Schollander), 7:52.3
2. Austrália (Greg Rogers, Graham White, Bob Windle, Michael Wenden), 7:53.7
3. União Soviética (Vladimir Bure, Semyon Belitz-Geyman, Georgi Kulikov, Leonid Ilyichov), 8:01.6
4. Canadá (George Smith, Ronald Jacks, John Gilchrist, Ralph Hutton), 8:03.2
5. França (Michel Rousseau, Gérard Letast, Francis Luyce, Alain Mosconi), 8:03.8
6. Alemanha Ocidental (Hans Fassnacht, Olaf von Schilling, Folkert Meeuw, Wolfgang Kremer), 8:04.3
7. Alemanha Oriental (Frank Wiegand, Horst-Günter Gregor, Alfred Müller, Jochen Herbst), 8:06.0
8. Suécia (Hans Ljungberg, Gunnar Larsson, Olle Ferm, Lester Eriksson), 8:12.1

### 4x100 metros medley masculino
| Pos. | País                    | Atletas                                                          | Tempo  |
| ---- | ----------------------- | ---------------------------------------------------------------- | ------ |
|      | Estados Unidos (USA)    | Charles Hickcox Don McKenzie Douglas Russell Ken Walsh           | 3:54.9 |
|      | Alemanha Oriental (GDR) | Roland Matthes Egon Henninger Horst-Günter Gregor Frank Wiegand  | 3:57.5 |
|      | União Soviética (URS)   | Yuri Gromak Vladimir Nemshilov Vladimir Kosinsky Leonid Ilyichov | 4:00.7 |

Final:
1. Estados Unidos (Charles Hickcox, Don McKenzie, Douglas Russell, Ken Walsh), 3:54.9 (WR)
2. Alemanha Oriental (Roland Matthes, Egon Henninger, Horst-Günter Gregor, Frank Wiegand), 3:57.5
3. União Soviética (Yuri Gromak, Vladimir Nemshilov, Vladimir Kosinsky, Leonid Ilyichov), 4:00.7
4. Austrália (Karl Byron, Ian O'Brien, Robert Cusack, Michael Wenden), 4:00.8
5. Japão (Kishio Tanaka, Nobutaka Taguchi, Satoshi Maruya, Kunihiro Iwasaki), 4:01.8
6. Alemanha Ocidental (Reinhard Blechert, Gregor Betz, Lutz Stocklasa, Wolfgang Kremer), 4:05.4
7. Canadá (Jim Shaw, William Mahony, Toomas Arusoo, John Gilchrist), 4:07.3
8. Espanha (Santiago Esteva, José Durán, Arturo Lang, José Chicoy), 4:08.8

## Feminino

### 100 metros livre feminino
| Pos. | País                 | Atletas         | Tempo  |
| ---- | -------------------- | --------------- | ------ |
|      | Estados Unidos (USA) | Jan Henne       | 1:00.0 |
|      | Estados Unidos (USA) | Susan Pedersen  | 1:00.3 |
|      | Estados Unidos (USA) | Linda Gustavson | 1:00.3 |

Final:
1. USA Jan Henne, 1:00.0
2. USA Susan Pedersen, 1:00.3
3. USA Linda Gustavson, 1:00.3
4. CAN Marion Lay, 1:00.5
5. GDR Martina Grunert, 1:01.0
6. GBR Alexandra Jackson, 1:01.0
7. YUG Mirjana Segrt, 1:01.5
8. HUN Judit Turóczy, 1:01.6

### 200 metros livre feminino
| Pos. | País                 | Atletas      | Tempo  |
| ---- | -------------------- | ------------ | ------ |
|      | Estados Unidos (USA) | Debbie Meyer | 2:10.5 |
|      | Estados Unidos (USA) | Jan Henne    | 2:11.0 |
|      | Estados Unidos (USA) | Jane Barkman | 2:11.2 |

Final:
1. USA Debbie Meyer, 2:10.5
2. USA Jan Henne, 2:11.0
3. USA Jane Barkman, 2:11.2
4. GDR Gabriele Wetzko, 2:12.3
5. YUG Mirjana Segrt, 2:13.3
6. FRA Claude Mandonnaud, 2:14.9
7. AUS Lyn Bell, 2:15.1
8. TCH Olga Kozicová, 2:16.0

### 400 metros livre feminino
| Pos. | País                 | Atletas         | Tempo  |
| ---- | -------------------- | --------------- | ------ |
|      | Estados Unidos (USA) | Debbie Meyer    | 4:31.8 |
|      | Estados Unidos (USA) | Linda Gustavson | 4:35.5 |
|      | Austrália (AUS)      | Karen Moras     | 4:37.0 |

Final:
1. USA Debbie Meyer, 4:31.8
2. USA Linda Gustavson, 4:35.5
3. AUS Karen Moras, 4:37.0
4. USA Pam Kruse, 4:37.2
5. GDR Gabriele Wetzko, 4:40.2
6. MEX María Teresa Ramírez, 4:42.2
7. CAN Angela Coughlan, 4:51.9
8. SWE Elisabeth Ljunggren-Morris, 4:53.8

### 800 metros livre feminino
| Pos. | País                 | Atletas              | Tempo  |
| ---- | -------------------- | -------------------- | ------ |
|      | Estados Unidos (USA) | Debbie Meyer         | 9:24.0 |
|      | Estados Unidos (USA) | Pam Kruse            | 9:35.7 |
|      | México (MEX)         | María Teresa Ramírez | 9:38.5 |

Final:
1. USA Debbie Meyer, 9:24.0
2. USA Pam Kruse, 9:35.7
3. MEX María Teresa Ramírez, 9:38.5
4. AUS Karen Moras, 9:38.6
5. USA Patty Caretto, 9:51.3
6. CAN Angela Coughlan, 9:56.4
7. AUS Denise Langford, 9:56.7
8. MEX Laura Vaca, 10:02.5

### 100 metros costas feminino
| Pos. | País                 | Atletas       | Tempo  |
| ---- | -------------------- | ------------- | ------ |
|      | Estados Unidos (USA) | Kaye Hall     | 1:06.2 |
|      | Canadá (CAN)         | Elaine Tanner | 1:06.7 |
|      | Estados Unidos (USA) | Jane Swagerty | 1:08.1 |

Final:
1. USA Kaye Hall, 1:06.2 (WR)
2. CAN Elaine Tanner, 1:06.7
3. USA Jane Swagerty, 1:08.1
4. USA Kendis Moore, 1:08.3
5. HUN Andrea Gyarmati, 1:09.1
6. AUS Lynne Watson, 1:09.1
7. FRA Sylvie Canet, 1:09.3
8. NZL Glenda Stirling, 1:10.6

### 200 metros costas feminino
| Pos. | País                 | Atletas        | Tempo  |
| ---- | -------------------- | -------------- | ------ |
|      | Estados Unidos (USA) | Lillian Watson | 2:24.8 |
|      | Canadá (CAN)         | Elaine Tanner  | 2:27.4 |
|      | Estados Unidos (USA) | Kaye Hall      | 2:28.9 |

Final:
1. USA Lillian Watson, 2:24.8
2. CAN Elaine Tanner, 2:27.4
3. USA Kaye Hall, 2:28.9
4. AUS Lynne Watson, 2:29.5
5. GBR Wendy Burrell, 2:32.3
6. YUG Zdenka Gasparac, 2:33.5
7. ESP María Corominas, 2:33.9
8. FRA Bénédicte Duprez, 2:36.6

### 100 metros peito feminino
| Pos. | País                  | Atletas                  | Tempo  |
| ---- | --------------------- | ------------------------ | ------ |
|      | Iugoslávia (YUG)      | Đurđica Bjedov           | 1:15.8 |
|      | União Soviética (URS) | Galina Prozumenshchikova | 1:15.9 |
|      | Estados Unidos (USA)  | Sharon Wichman           | 1:16.1 |

Final:
1. YUG Đurđica Bjedov, 1:15.8
2. URS Galina Prozumenshchikova, 1:15.9
3. USA Sharon Wichman, 1:16.1
4. FRG Uta Frommater, 1:16.2
5. USA Catie Ball, 1:16.7
6. JPN Kiyoe Nakagawa, 1:17.0
7. URS Svetlana Babanina, 1:17.2
8. URU Ana María Norbis, 1:17.3

### 200 metros peito feminino
| Pos. | País                  | Atletas                  | Tempo  |
| ---- | --------------------- | ------------------------ | ------ |
|      | Estados Unidos (USA)  | Sharon Wichman           | 2:44.4 |
|      | Iugoslávia (YUG)      | Đurđica Bjedov           | 2:46.4 |
|      | União Soviética (URS) | Galina Prozumenshchikova | 2:47.0 |

Final:
1. USA Sharon Wichman, 2:44.4
2. YUG Đurđica Bjedov, 2:46.4
3. URS Galina Prozumenshchikova, 2:47.0
4. URS Alla Grebennikova, 2:47.1
5. USA Cathy Jamison, 2:48.4
6. URS Svetlana Babanina, 2:48.4
7. JPN Chieno Shibata, 2:51.5
8. URU Ana María Norbis, 2:51.9

### 100 metros borboleta feminino
| Pos. | País                 | Atletas        | Tempo  |
| ---- | -------------------- | -------------- | ------ |
|      | Austrália (AUS)      | Lyn McClements | 1:05.5 |
|      | Estados Unidos (USA) | Ellie Daniel   | 1:05.8 |
|      | Estados Unidos (USA) | Susan Shields  | 1:06.2 |

Final:
1. AUS Lyn McClements, 1:05.5
2. USA Ellie Daniel, 1:05.8
3. USA Susan Shields, 1:06.2
4. NED Ada Kok, 1:06.2
5. HUN Andrea Gyarmati, 1:06.8
6. FRG Heike Hustede-Nagel, 1:06.9
7. USA Toni Hewitt, 1:07.5
8. GDR Helga Lindner, 1:07.6

### 200 metros borboleta feminino
| Pos. | País                    | Atletas       | Tempo  |
| ---- | ----------------------- | ------------- | ------ |
|      | Países Baixos (NED)     | Ada Kok       | 2:24.7 |
|      | Alemanha Oriental (GDR) | Helga Lindner | 2:24.8 |
|      | Estados Unidos (USA)    | Ellie Daniel  | 2:25.9 |

Final:
1. NED Ada Kok, 2:24.7
2. GDR Helga Lindner, 2:24.8
3. USA Ellie Daniel, 2:25.9
4. USA Toni Hewitt, 2:26.2
5. FRG Heike Hustede-Nagel, 2:27.9
6. USA Diane Giebel, 2:31.7
7. GBR Margaret Auton, 2:33.2
8. JPN Yasuko Fujii, 2:34.3

### 200 metros medley feminino
| Pos. | País                 | Atletas        | Tempo  |
| ---- | -------------------- | -------------- | ------ |
|      | Estados Unidos (USA) | Claudia Kolb   | 2:24.7 |
|      | Estados Unidos (USA) | Susan Pedersen | 2:28.8 |
|      | Estados Unidos (USA) | Jan Henne      | 2:31.4 |

Final:
1. USA Claudia Kolb, 2:24.7
2. USA Susan Pedersen, 2:28.8
3. USA Jan Henne, 2:31.4
4. GDR Sabine Steinbach, 2:31.4
5. JPN Yoshimi Nishigawa, 2:33.7
6. GDR Marianne Seydel, 2:33.7
7. URS Larisa Zakharova, 2:37.0
8. GBR Shelagh Ratcliffe, DSQ

### 400 metros medley feminino
| Pos. | País                    | Atletas          | Tempo  |
| ---- | ----------------------- | ---------------- | ------ |
|      | Estados Unidos (USA)    | Claudia Kolb     | 5:08.5 |
|      | Estados Unidos (USA)    | Lynn Vidali      | 5:22.2 |
|      | Alemanha Oriental (GDR) | Sabine Steinbach | 5:25.3 |

Final:
1. USA Claudia Kolb, 5:08.5
2. USA Lynn Vidali, 5:22.2
3. GDR Sabine Steinbach, 5:25.3
4. USA Susan Pedersen, 5:25.8
5. GBR Shelagh Ratcliffe, 5:30.5
6. GDR Marianne Seydel, 5:32.0
7. NZL Tui Shipston, 5:34.6
8. MEX Laura Vaca, 5:35.7

### 4x100 metros livre feminino
| Pos. | País                    | Atletas                                                         | Tempo  |
| ---- | ----------------------- | --------------------------------------------------------------- | ------ |
|      | Estados Unidos (USA)    | Jane Barkman Linda Gustavson Susan Pedersen Jan Henne           | 4:02.5 |
|      | Alemanha Oriental (GDR) | Gabriele Wetzko Roswitha Krause Uta Schmuck Gabriele Perthes    | 4:05.7 |
|      | Canadá (CAN)            | Angela Coughlan Marilyn Corson-Whitney Elaine Tanner Marion Lay | 4:07.2 |

Final:
1. Estados Unidos (Jane Barkman, Linda Gustavson, Susan Pedersen, Jan Henne), 4:02.5 (WR)
2. Alemanha Oriental (Gabriele Wetzko, Roswitha Krause, Uta Schmuck, Gabriele Perthes), 4:05.7
3. Canadá (Angela Coughlan, Marilyn Corson-Whitney, Elaine Tanner, Marion Lay), 4:07.2
4. Austrália (Janet Steinbeck, Susan Eddy, Lynette Watson, Lynette Bell), 4:08.7
5. Hungria (Edit Kovács, Magdolna Patóh, Andrea Gyarmati, Judit Turóczy), 4:11.0
6. Japão (Shigeko Kawanishi, Yoshimi Nishigawa, Yasuko Fujii, Miwako Kobayashi), 4:13.5
7. Reino Unido (Shelagh Ratcliffe, Fiona Kellock, Susan Williams, Alexandra Jackson), 4:18.4
8. França (Marie Kersaudy, Simone Hanner, Danièle Dorléans, Claude Mandonnaud), 4:13.3 DSQ

### 4x100 metros medley feminino
| Pos. | País                     | Atletas                                                             | Tempo  |
| ---- | ------------------------ | ------------------------------------------------------------------- | ------ |
|      | Estados Unidos (USA)     | Kaye Hall Catherine Ball Ellie Daniel Susan Pedersen                | 4:28.3 |
|      | Austrália (AUS)          | Lynne Watson Judy Playfair Lyn McClements Janet Steinbeck           | 4:30.0 |
|      | Alemanha Ocidental (FRG) | Angelika Kraus Uta Frommater Heike Hustede-Nagel Heidemarie Reineck | 4:36.4 |

Final:
1. Estados Unidos (Kaye Hall, Catherine Ball, Ellie Daniel, Susan Pedersen), 4:28.3
2. Austrália (Lynne Watson, Judy Playfair, Lyn McClements, Janet Steinbeck), 4:30.0
3. Alemanha Ocidental (Angelika Kraus, Uta Frommater, Heike Hustede-Nagel, Heidemarie Reineck), 4:36.4
4. União Soviética (Tinatin Lekveisjvili, Alla Grebennikova, Tatjana Devjatova, Lidija Grebets), 4:37.0
5. Alemanha Oriental (Martina Grunert, Eva Wittke, Helga Lindner, Uta Schmuck), 4:38.0
6. Reino Unido (Wendy Burrell, Dorothy Harrison, Margaret Auton, Alexandra Jackson), 4:38.3
7. Países Baixos (Cobie Buter, Klenie Bimolt, Ada Kok, Nel Bos), 4:38.7
8. Hungria (Mária Lantos, Edit Kovács, Andrea Gyarmati, Judit Turóczy), 4:42.9

## Quadro de medalhas da natação
| Ordem | País                   | Medalha de ouro | Medalha de prata | Medalha de bronze | Total |
| ----- | ---------------------- | --------------- | ---------------- | ----------------- | ----- |
| 1     | USA Estados Unidos     | 21              | 15               | 16                | 52    |
| 2     | AUS Austrália          | 3               | 2                | 3                 | 8     |
| 3     | GDR Alemanha Oriental  | 2               | 3                | 1                 | 6     |
| 4     | YUG Iugoslávia         | 1               | 1                | 0                 | 2     |
| 5     | MEX México             | 1               | 0                | 1                 | 2     |
| 6     | NED Países Baixos      | 1               | 0                | 0                 | 1     |
| 7     | URS União Soviética    | 0               | 4                | 4                 | 8     |
| 8     | CAN Canadá             | 0               | 3                | 1                 | 4     |
| 9     | GBR Grã-Bretanha       | 0               | 1                | 0                 | 1     |
| 10    | FRG Alemanha Ocidental | 0               | 0                | 2                 | 2     |
| 11    | FRA França             | 0               | 0                | 1                 | 1     |